# Арка (молюск)
Арка (Arca) — рід їстівних морських молюсків родини Arcidae.

## Опис
Як і для молюсків-ковчегів, види цього роду мають довгу пряму шарнірну лінію. Деякі види цього роду, такі як Arca zebra та Arca noae, мають коричнево-білий смугастий малюнок. Arca прикріплюються до скелі бісальними нитками, які виступають крізь щілину на черевній (відкритій) стороні.

## Види
До роду Arca належать:
- Arca acuminata Krauss, 1848
- Arca angulata King & Broderip, 1832
- Arca avellana Lamarck, 1819
- Arca boucardi Jousseaume, 1894[3]
- Arca bouvieri Fischer, 1874
- Arca despecta Fischer, 1876
- Arca imbricata Bruguière, 1789
- Arca kauaia (Dall, Bartsch & Rehder, 1938)
- Arca koumaci Lutaenko & Maestrati, 2007
- Arca maculata Sowerby
- Arca mauia
- Arca mutabilis (Sowerby I, 1833)
- Arca navicularis Bruguière, 1789[4]
- Arca noae Linnaeus, 1758
- Arca ocellata Reeve, 1844
- Arca pacifica (Sowerby I, 1833)
- Arca patriarchalis Röding, 1798
- Arca reticulata Gmelin, 1791
- Arca tetragona Poli, 1795
- Arca truncata Sowerby
- Arca turbatrix Oliver & Cosel, 1993
- Arca ventricosa Lamarck, 1819
- Arca volucris Reeve, 1844
- Arca zebra (Swainson, 1833)